# Campionato GB3 2023
Il Campionato GB3 2023 è una serie automobilistica per vetture da corsa a ruote scoperte che si svolge per lo più nel Regno Unito e in Europa. La stagione 2023 è l'ottava organizzata dalla British Racing Drivers' Club e la terza stagione sotto il nome GB3.

## Calendario
Il calendario è stato annunciato il 15 ottobre 2022. Per la prima volta nella storia della serie, due eventi si terranno al di fuori del Regno Unito. Ciò significa anche che il campionato GB3 è diventato una serie internazionale certificata FIA.
| Gare | Gare | Circuito                               | Data           |
| ---- | ---- | -------------------------------------- | -------------- |
| 1    | G1   | Oulton Park, Little Budworth           | 8-10 aprile    |
| 1    | G2   | Oulton Park, Little Budworth           | 8-10 aprile    |
| 1    | G3   | Oulton Park, Little Budworth           | 8-10 aprile    |
| 2    | G4   | Circuito di Silverstone, Silverstone   | 6–7 maggio     |
| 2    | G5   | Circuito di Silverstone, Silverstone   | 6–7 maggio     |
| 2    | G6   | Circuito di Silverstone, Silverstone   | 6–7 maggio     |
| 3    | G7   | Circuit de Spa-Francorchamps, Stavelot | 2–4 giugno     |
| 3    | G8   | Circuit de Spa-Francorchamps, Stavelot | 2–4 giugno     |
| 3    | G9   | Circuit de Spa-Francorchamps, Stavelot | 2–4 giugno     |
| 4    | G10  | Circuito di Snetterton, Snetterton     | 17–18 giugno   |
| 4    | G11  | Circuito di Snetterton, Snetterton     | 17–18 giugno   |
| 4    | G12  | Circuito di Snetterton, Snetterton     | 17–18 giugno   |
| 5    | G13  | Circuito di Silverstone, Silverstone   | 29–30 luglio   |
| 5    | G14  | Circuito di Silverstone, Silverstone   | 29–30 luglio   |
| 5    | G15  | Circuito di Silverstone, Silverstone   | 29–30 luglio   |
| 6    | G16  | Brands Hatch, West Kingsdown           | 9–10 settembre |
| 6    | G17  | Brands Hatch, West Kingsdown           | 9–10 settembre |
| 6    | G18  | Brands Hatch, West Kingsdown           | 9–10 settembre |
| 7    | G19  | Circuito di Zandvoort, Zandvoort       | 13–15 ottobre  |
| 7    | G20  | Circuito di Zandvoort, Zandvoort       | 13–15 ottobre  |
| 7    | G21  | Circuito di Zandvoort, Zandvoort       | 13–15 ottobre  |
| 8    | G22  | Donington Park, Castle Donington       | 21–22 ottobre  |
| 8    | G23  | Donington Park, Castle Donington       | 21–22 ottobre  |
| 8    | G24  | Donington Park, Castle Donington       | 21–22 ottobre  |

## Team e piloti
Tutti i team sono registrati nel Regno Unito.
| Team                  | No. | Driver              | Rounds   |
| --------------------- | --- | ------------------- | -------- |
| Arden VRD             | 2   | Nico Christodoulou  | Tutti    |
| Arden VRD             | 3   | Noah Ping           | Tutti    |
| Arden VRD             | 4   | James Hedley        | Tutti    |
| JHR Developments      | 5   | Matthew Rees        | Tutti    |
| JHR Developments      | 77  | David Morales       | Tutti    |
| JHR Developments      | 84  | Joseph Loake        | Tutti    |
| Chris Dittmann Racing | 9   | Zak Taylor          | 1-7      |
| Chris Dittmann Racing | 18  | Arthur Rogeon       | Tutti    |
| Chris Dittmann Racing | 78  | Jack Sherwood       | 7        |
| Douglas Motorsport    | 7   | Tymek Kucharczyk    | Tutti    |
| Douglas Motorsport    | 11  | Lucas Staico        | 1-7      |
| Douglas Motorsport    | 32  | Shawn Rashid        | 1-7      |
| Elite Motorsport      | 14  | Patrick Heuzenroede | 7-8      |
| Elite Motorsport      | 15  | Ayato Iwasaki       | 1-6      |
| Elite Motorsport      | 16  | McKenzy Cresswell   | Tutti    |
| Elite Motorsport      | 17  | Oliver Stewart      | Tutti    |
| Fortec Motorsports    | 20  | Jarrod Waberski     | Tutti    |
| Fortec Motorsports    | 41  | Edward Pearson      | Tutti    |
| Fortec Motorsports    | 42  | Max Esterson        | Tutti    |
| Hitech Pulse-Eight    | 21  | Souta Arao          | Tutti    |
| Hitech Pulse-Eight    | 22  | Alex Dunne          | Tutti    |
| Hitech Pulse-Eight    | 23  | Michael Shin        | 1–4, 6-8 |
| Rodin Carlin          | 27  | John Bennett        | Tutti    |
| Rodin Carlin          | 35  | Callum Voisin       | Tutti    |
| Rodin Carlin          | 43  | Costa Toparis       | Tutti    |
| Hillspeed             | 39  | Gerrard Xie         | Tutti    |
| Hillspeed             | 99  | Daniel Mavlyutov    | Tutti    |

## Risultati
| Round | Round | Circuito                     | Pole position                                               | Giro veloce                                                 | Pilota vincitore                                            | Team vincitore                                              |
| ----- | ----- | ---------------------------- | ----------------------------------------------------------- | ----------------------------------------------------------- | ----------------------------------------------------------- | ----------------------------------------------------------- |
| 1     | G1    | Oulton Park                  | Joseph Loake                                                | Joseph Loake                                                | Joseph Loake                                                | JHR Developments                                            |
| 1     | G2    | Oulton Park                  | Joseph Loake                                                | Callum Voisin                                               | James Hedley                                                | Arden VRD                                                   |
| 1     | G3    | Oulton Park                  |                                                             | Oliver Stewart                                              | Daniel Mavlyutov                                            | Hillspeed                                                   |
| 2     | G4    | Circuito di Silverstone      | John Bennett                                                | Joseph Loake                                                | Joseph Loake                                                | JHR Developments                                            |
| 2     | G5    | Circuito di Silverstone      | John Bennett                                                | Matthew Rees                                                | John Bennett                                                | Rodin Carlin                                                |
| 2     | G6    | Circuito di Silverstone      |                                                             | Tymek Kucharczyk                                            | Noah Ping                                                   | Arden VRD                                                   |
| 3     | G7    | Circuit de Spa-Francorchamps | Callum Voisin                                               | Alex Dunne                                                  | Alex Dunne                                                  | Hitech Pulse-Eight                                          |
| 3     | G8    | Circuit de Spa-Francorchamps | Callum Voisin                                               | Alex Dunne                                                  | Alex Dunne                                                  | Hitech Pulse-Eight                                          |
| 3     | G9    | Circuit de Spa-Francorchamps |                                                             | Max Esterson                                                | Oliver Stewart                                              | Elite Motorsport                                            |
| 4     | G10   | Circuito di Snetterton       | Matthew Rees                                                | Alex Dunne                                                  | James Hedley                                                | Arden VRD                                                   |
| 4     | G11   | Circuito di Snetterton       | Callum Voisin                                               | Alex Dunne                                                  | Noah Ping                                                   | Arden VRD                                                   |
| 4     | G12   | Circuito di Snetterton       |                                                             | Souta Arao                                                  | Daniel Mavlyutov                                            | Hillspeed                                                   |
| 5     | G13   | Circuito di Silverstone      | Matthew Rees                                                | Matthew Rees                                                | Matthew Rees                                                | JHR Developments                                            |
| 5     | G14   | Circuito di Silverstone      | Matthew Rees                                                | McKenzy Cresswell                                           | McKenzy Cresswell                                           | Elite Motorsport                                            |
| 5     | G15   | Circuito di Silverstone      | Gara annullata a causa di condizioni meteorologiche avverse | Gara annullata a causa di condizioni meteorologiche avverse | Gara annullata a causa di condizioni meteorologiche avverse | Gara annullata a causa di condizioni meteorologiche avverse |
| 6     | G16   | Brands Hatch                 | Joseph Loake                                                | Joseph Loake                                                | Joseph Loake                                                | JHR Developments                                            |
| 6     | G17   | Brands Hatch                 | Callum Voisin                                               | McKenzy Cresswell                                           | Callum Voisin                                               | Rodin Carlin                                                |
| 6     | G18   | Brands Hatch                 |                                                             | Nico Christodoulou                                          | Daniel Mavlyutov                                            | Hillspeed                                                   |
| 7     | G19   | Circuito di Zandvoort        | Alex Dunne                                                  | Alex Dunne                                                  | Alex Dunne                                                  | Hitech Pulse-Eight                                          |
| 7     | G20   | Circuito di Zandvoort        |                                                             | Alex Dunne                                                  | Alex Dunne                                                  | Hitech Pulse-Eight                                          |
| 7     | G21   | Circuito di Zandvoort        |                                                             | Tymek Kucharczyk                                            | Daniel Mavlyutov                                            | Hillspeed                                                   |
| 8     | G22   | Donington Park               | Callum Voisin                                               | Alex Dunne                                                  | Callum Voisin                                               | Rodin Carlin                                                |
| 8     | G23   | Donington Park               | Callum Voisin                                               | Alex Dunne                                                  | Alex Dunne                                                  | Hitech Pulse-Eight                                          |
| 8     | G34   | Donington Park               |                                                             | Gerrard Xie                                                 | Gerrard Xie                                                 | Hillspeed                                                   |

## Classifiche

### Classifica Piloti
Sistema di punteggio
I punti vengono assegnati ai primi 20 classificati nelle gare uno e due, mentre la terza gara, la corsa con la griglia di partenza invertita, assegna punti solo ai primi 15 e punti e  extra per le posizioni guadagnate dalle rispettive posizioni di partenza.
| Gare       | Posizione e punti per la corsa | Posizione e punti per la corsa | Posizione e punti per la corsa | Posizione e punti per la corsa | Posizione e punti per la corsa | Posizione e punti per la corsa | Posizione e punti per la corsa | Posizione e punti per la corsa | Posizione e punti per la corsa | Posizione e punti per la corsa | Posizione e punti per la corsa | Posizione e punti per la corsa | Posizione e punti per la corsa | Posizione e punti per la corsa | Posizione e punti per la corsa | Posizione e punti per la corsa | Posizione e punti per la corsa | Posizione e punti per la corsa | Posizione e punti per la corsa | Posizione e punti per la corsa |
| Gare       | 1°                             | 2°                             | 3°                             | 4°                             | 5°                             | 6°                             | 7°                             | 8°                             | 9°                             | 10°                            | 11°                            | 12°                            | 13°                            | 14°                            | 15°                            | 16°                            | 17°                            | 18°                            | 19°                            | 20°                            |
| ---------- | ------------------------------ | ------------------------------ | ------------------------------ | ------------------------------ | ------------------------------ | ------------------------------ | ------------------------------ | ------------------------------ | ------------------------------ | ------------------------------ | ------------------------------ | ------------------------------ | ------------------------------ | ------------------------------ | ------------------------------ | ------------------------------ | ------------------------------ | ------------------------------ | ------------------------------ | ------------------------------ |
| Gara 1 e 2 | 35                             | 29                             | 24                             | 21                             | 19                             | 17                             | 15                             | 13                             | 12                             | 11                             | 10                             | 9                              | 8                              | 7                              | 6                              | 5                              | 4                              | 3                              | 2                              | 1                              |
| Gara 3     | 20                             | 17                             | 15                             | 13                             | 11                             | 10                             | 9                              | 8                              | 7                              | 6                              | 5                              | 4                              | 3                              | 2                              | 1                              |                                |                                |                                |                                |                                |

| Pos | Piloti               | OUL | OUL | OUL  | SIL | SIL | SIL | SPA | SPA | SPA  | SNE | SNE | SNE  | SIL | SIL | SIL | BRH | BRH | BRH | ZAN | ZAN | ZAN  | DON | DON | DON  | Pts |
| --- | -------------------- | --- | --- | ---- | --- | --- | --- | --- | --- | ---- | --- | --- | ---- | --- | --- | --- | --- | --- | --- | --- | --- | ---- | --- | --- | ---- | --- |
| 1   | Callum Voisin        | 3   | 2   | Rit  | 6   | 3   | 48  | 2   | 2   | 1015 | 3   | Rit | 1112 | 3   | 5   | C   | 2   | 1   | 149 | 7   | 6   | 510  | 1   | 2   | 1210 | 484 |
| 2   | Alex Dunne           | 6   | 13  | 109  | 4   | Rit | 612 | 1   | 1   | 618  | 4   | 2   | 129  | 5   | 6   | C   | Rit | 4   | 118 | 1   | 1   | 168  | 3   | 1   | 911  | 466 |
| 3   | Joseph Loake         | 1   | 3   | 1213 | 1   | 1   | 20  | 9   | 10  | 210  | 6   | 22  | 108  | 6   | 4   | C   | 1   | 2   | 159 | 3   | 5   | 138  | 10  | 8   | Rit  | 417 |
| 4   | McKenzy Cresswell    | 20  | 18  | Rit  | 5   | 2   | 58  | 7   | 3   | 1112 | 9   | 5   | Rit  | 2   | 1   | C   | 3   | 3   | 166 | 2   | 2   | 1112 | Rit | 5   | 610  | 390 |
| 5   | Matthew Rees         | 2   | 11  | 1410 | 3   | 7   | 23  | Rit | 9   | Rit  | 2   | 4   | 186  | 1   | 2   | C   | 6   | 5   | 128 | 6   | 7   | 145  | 2   | 4   | 138  | 370 |
| 6   | James Hedley         | 4   | 1   | 1110 | 9   | 20  | 104 | 8   | 6   | 46   | 1   | 3   | 136  | 11  | 11  | C   | 4   | 8   | 138 | Rit | 4   | Rit  | 4   | 6   | 117  | 347 |
| 7   | Tymek Kucharczyk     | 5   | 8   | 137  | 14  | 9   | 815 | 3   | 5   | 715  | 5   | DSQ | Rit  | 4   | 3   | C   | 5   | 7   | Rit | 12  | 10  | 18   | 9   | 7   | Rit  | 296 |
| 8   | Nico Christodoulou   | 11  | 10  | 18   | Rit | 15  | 27  | 12  | 8   | 163  | Rit | 9   | 89   | 7   | 8   | C   | 13  | 13  | 25  | 4   | 3   | 193  | 8   | 12  | 47   | 261 |
| 9   | Jarrod Waberski      | 9   | DNS | 510  | 10  | 5   | 21  | 19  | 11  | 36   | 15  | 12  | 4    | 22  | 7   | C   | 10  | 6   | Rit | 8   | 24  | 89   | 7   | 9   | 76   | 239 |
| 10  | John Bennett         | 19  | 9   | Rit  | 2   | 4   | 118 | 15  | 12  | 95   | 10  | 11  | 20   | 18  | 14  | C   | 7   | 16  | 108 | 10  | 14  | 75   | 11  | 15  | 18   | 217 |
| 11  | Max Esterson         | 7   | 4   | Rit  | 13  | 8   | 22  | 6   | Rit | 21   | 20  | 16  | 169  | 10  | 9   | C   | 11  | 11  | Rit | 13  | 13  | 92   | 6   | 3   | 89   | 215 |
| 12  | Noah Ping            | 12  | Rit | 7    | 12  | 12  | 13  | Rit | 21  | 19   | 7   | 1   | 146  | 9   | 10  | C   | 16  | 21  | 51  | 16  | 12  | 24   | 19  | 11  | 16   | 204 |
| 13  | David Morales        | 8   | Rit | 97   | 11  | Rit | Rit | 4   | 14  | 156  | 14  | 13  | 21   | 14  | 22  | C   | Rit | 10  | 73  | 14  | 11  | 45   | 12  | 10  | 10   | 178 |
| 14  | Zak Taylor           | 15  | 12  | 17   | 7   | Rit | 13  | 20† | 20  | Rit  | 11  | 7   | 94   | 8   | 12  | C   | 9   | 9   | 89  | 11  | 23  | 103  |     |     |      | 153 |
| 15  | Costa Toparis        | 22  | 7   | 68   | 8   | 6   | 143 | 10  | 13  | 12   | 21  | 6   | 151  | 20  | 15  | C   | 17  | 12  | 17  | 17  | 15  | 20   | 15  | 16  | Rit  | 151 |
| 16  | Oliver Stewart       | 14  | 19  | 16   | 15  | 19  | 7   | 18  | 15  | 1    | 13  | Ret | 73   | 12  | DNS | C   | 19  | 15  | 95  | 9   | 8   | 122  | Rit | 21  | 54   | 150 |
| 17  | Souta Arao           | Rit | 6   | 157  | Rit | Rit | WD  | 13  | Rit | 132  | 8   | 10  | 22   | 13  | 18  | C   | DNS | 14  | Rit | 5   | 9   | 173  | 5   | 13  | 154  | 146 |
| 18  | Michael Shin         | 10  | 5   | 49   | 20  | 11  | 19  | 16  | Rit | Rit  | 12  | 8   | 19   |     |     |     | 8   | 17  | 67  | Rit | 18  | 1510 | 16  | 20  | 17   | 144 |
| 19  | Edward Pearson       | 16  | 16  | 3    | 18  | 21  | 12  | 11  | 7   | 18   | 18  | 15  | 51   | 19  | 19  | C   | 14  | Rit | 4   | Rit | 17  | Rit  | 14  | 17  | 2    | 134 |
| 20  | Gerrard Xie          | 21  | DNS | 83   | 17  | 14  | 175 | 5   | 4   | 143  | 17  | 17  | 17   | 17  | 17  | C   | 15  | 20  | Rit | 18  | 19  | Rit  | 17  | 19  | 12   | 128 |
| 21  | Arthur Rogeon        | 18  | 20  | Rit  | 21  | 10  | 32  | Rit | 17  | 20   | 16  | 21  | 2    | 16  | 13  | C   | 12  | Rit | Rit | 15  | 16  | 37   | 13  | Rit | 14   | 123 |
| 22  | Daniel Mavlyutov     | Rit | 15  | 1    | 19  | 13  | 183 | Rit | 22  | 17   | 24  | 18  | 1    | 21  | 21  | C   | 20  | 19  | 1   | 19  | 21  | 1    | 20  | 14  | 19   | 116 |
| 23  | Lucas Staico         | 23  | 17  | Rit  | 16  | 18  | 159 | 14  | 16  | 52   | 22  | 19  | 3    | 15  | 16  | C   | 18  | 18  | 32  | WD  | WD  | WD   |     |     |      | 98  |
| 24  | Ayato Iwasaki        | 13  | 14  | 26   | 22  | 17  | 9   | 17  | 18  | 8    | 19  | 14  | 62   | WD  | WD  | WD  | WD  | WD  | WD  |     |     |      |     |     |      | 85  |
| 25  | Shawn Rashid         | 17  | Rit | Rit  | 23  | 16  | 164 | Rit | 19  | Rit  | 23  | 20  | 23   | Rit | 20  | C   | 21  | Rit | Rit | DNS | 20  | 6    |     |     |      | 28  |
| 26  | Patrick Heuzenroeder |     |     |      |     |     |     |     |     |      |     |     |      |     |     |     |     |     |     | 21  | 22  | Rit  | 18  | 18  | 3    | 21  |
| 27  | Jack Sherwood        |     |     |      |     |     |     |     |     |      |     |     |      |     |     |     |     |     |     | 20  | Rit | 22   |     |     |      | 1   |
| Pos | Piloti               | OUL | OUL | OUL  | SIL | SIL | SIL | SPA | SPA | SPA  | SNE | SNE | SNE  | SIL | SIL | SIL | BRH | BRH | BRH | ZAN | ZAN | ZAN  | DON | DON | DON  | Pts |

### Classifica Team
Si contano i migliori due risultati per team 
| Pos | Team                  | Pts |
| --- | --------------------- | --- |
| 1   | JHR Developments      | 844 |
| 2   | Rodin Carlin          | 750 |
| 3   | Arden VRD             | 716 |
| 4   | Hitech Pulse-Eight    | 699 |
| 5   | Elite Motorsport      | 603 |
| 6   | Fortec Motorsports    | 528 |
| 7   | Douglas Motorsport    | 412 |
| 8   | Chris Dittmann Racing | 276 |
| 9   | Hillspeed             | 244 |
| Pos | Team                  | Pts |